# Tudathasadás
A tudathasadás (identitás-tudathasadás, önérzet/identitás - hasadás) egy pontatlan, téves, köznapi (idiomatikus) kifejezés, melyet egyaránt használnak a szkizofrénia és a disszociatív személyiségzavar (többszörös személyiség) tünetegyüttesének jelölésére.
Nem lehetséges, hogy egy személy két különálló tudatos entitást fejleszthet ki egyetlen agyában.
A szkizofrénia nem jelent „tudathasadást”.
"A tudat megegyezik az egyetemes lélekkel, és a kisbetűs „tudat vagy lélek” kifejezést általában egyéni lélekként vagy egyéni tudatként fogadják el, bár a valóságban ez oszthatatlan EGY."
Tehát a tudat oszthatatlan egység. "Tudathasadás" alatt inkább arról van szó, hogy a tudatnak nincs egyetlen "énje" , azaz identitása. 
Helyesebb tehát , az "Identitáshasadás" ill "identitástudat-hasadás" kifejezés.
Az emberek nem csupán tudatosan hanem öntudatosak is. -A tudósok eltérnek egymástól a tudat és az öntudat közötti különbséget illetően, de itt van egy általános magyarázat: A tudat a testünk és a környezetünk tudatosítása; Az öntudat ennek a tudatnak a felismerése – nemcsak annak megértése, hogy valaki létezik, hanem annak további megértése, hogy tudatában van a létezésének.
Tudatosnak: lenni annyi, mint gondolkodni; Öntudatosnak: lenni annyi, mint felismerni, hogy gondolkodó lény vagy, és gondolkodni a gondolataidon.
Feltehetően az emberi csecsemők tudatosak – észlelik az embereket és a körülöttük lévő dolgokat, és reagálnak rájuk –, de még nem tudatosak önmagukban.
Minden gyermek töredezett önérzettel születik.
Életük első éveiben a csecsemőkben kialakul az "önérzet", az "identitás".
Az "identitáshasadás" nem alakulhat ki teljesen integrált személyiségben. Krónikus  trauma kell a normális személyiségfejlődés megzavarásához. Általánosan elfogadott, hogy ennek 6-9 éves kor előtt meg kell történnie. A kisgyermek még nem rendelkezik erős integrációs képességgel, még nem integrált személy.
A 6.életév kritikus az önérzet= identitás kialakulása szempontjából, mivel ekkor érik a prefontális kéreg (Hart & Steele 2010) 
https://did-research.org/did/myths
Az identitáshasadásban szenvedő egyének olyan gyermekkori traumát éltek át, amely annyira káros volt a fejlődésükre, hogy soha nem alakult ki koherens önérzetük, azaz identitásuk.
Az "éntudat" egységes marad, az "én vagyok" érzés. Önállóan elkülöníti magát a környezettől, ebben a tekintetben töretlen egész. Viszont a "ki vagyok?" érzése töredezik, ami az identitás hasadását eredményezi.
Ez a fajta "identitászavar" a személy önérzetének megosztott vagy töredezett megértését okozza.
Más néven: "Disszociatív önazonosság (identitás) -zavar", melyet korábban "többszörös személyiségzavarnak" hívtak.
Ha több tudat létezne egy testen belül (hasadt tudatok sokasága), abban az esetben, ha öntudatlan állapotba kerülne az "egyik tudat", akkor helyébe lépne egy "másik tudat",  de nem ez történik. 
Eszméletlen állapotban minden identitás rész öntudatlan állapotba kerül. Ez is azt bizonyítja, hogy ez a jelenség az identitáshasadása: 
"Igen, ha egy disszociatív identitászavarban (DID) szenvedő személy súlyos fejsérülést szenved, vagy elveszti az eszméletét,minden „alterük” (különböző személyiségállapotuk) jellemzően együtt veszíti el az eszméletét. Bár minden alternek lehetnek egyedi jellemzői és tapasztalatai, mindannyian ugyanazon egyén részei, és ugyanazzal az alapvető fizikai testtel és aggyal rendelkeznek. Ezért egy fizikai trauma, amely az egyént eszméletlenné teszi, egyszerre minden alterre hatással lesz.
Az alterek nem különálló emberek:
Fontos megérteni, hogy az alterek nem különálló emberek, hanem ugyanazon személy személyiségének különböző aspektusai. Nem független entitások (tudat), saját fizikai testtel.
Fizikai hatás:
Egy eszméletlenséget okozó fizikai sérülés az egész alter rendszert érinti, nem csak a "gazdaszervezet" alterét vagy azt az alter személyt, aki a sérülés idején irányított.
Memória hiányosságok:
A DID-et memóriakiesések és amnézia jellemzi, ahol az alterek nincsenek tudatában egymás cselekedeteinek vagy tapasztalatainak. Egy fizikai trauma, például egy fejsérülés azonban az eszméletlenség közös élményét hozza létre minden alterben."

## Lásd még
- Szkizofrénia
- Disszociatív személyiség[3][3]